# Chililico
Chililico är en ort i Mexiko.   Den ligger i kommunen Huejutla de Reyes och delstaten Hidalgo, i den sydöstra delen av landet, 200 km norr om huvudstaden Mexico City. Chililico ligger 179 meter över havet och antalet invånare är 3 559.
Terrängen runt Chililico är kuperad åt sydväst, men åt nordost är den platt. Runt Chililico är det ganska tätbefolkat, med 199 invånare per kvadratkilometer. Närmaste större samhälle är Huejutla de Reyes, 1,8 km öster om Chililico. Omgivningarna runt Chililico är en mosaik av jordbruksmark och naturlig växtlighet.